# Красногорське (Казахстан)
Красного́рське (каз. Красногор) — село у складі Камистинського району Костанайської області Казахстану. Входить до складу Аркинського сільського округ.
Населення — 77 осіб (2021; 345 у 2009, 509 у 1999, 610 у 1989).